# 가이나레 돗토리
가이나레 돗토리(일본어: ガイナーレ鳥取)는 일본 돗토리현에 있는 축구 클럽이며 산인 지방 최초의 프로 스포츠 팀이다. 1983년 돗토리 교원단 축구부(鳥取教員団サッカー部)로 창단 되었고 1989년 프로화 의지를 나타내면서 SC 돗토리로 개명했고 2001년에는 일본 풋볼 리그로 승격했는데 2007년에 현재의 가이나레 돗토리로 개명했다.
팀명 가이나레는 시마네현 동부와 돗토리현 서부에 걸쳐 쓰이는 방언에 '크다'는 뜻의 '가이나'(がいな)와 이탈리아 어로 '희망'을 뜻하는 'Sperare'의 합성어이다.

## 역사
1983년 돗토리 교원단 축구부로 창단되었다. 창단 후 돗토리 사회인 축구 리그에서 뛰다가 1987년 주고쿠 축구 리그로 승격하였다. 그러나 2년 후인 1989년에 다시 강등당하였다. 이때 돗토리 현의 대표 클럽이 되기 위해 SC 돗토리로 팀 명칭을 변경하였다. 이듬해 다시 주고쿠 리그로 승격하였고, 계속해서 승격과 강등을 반복하였다. 98년에 다시 주고쿠 축구 리그로 승격하였을 때에 돗토리 현 출신의 전 J리거 쓰카노 마사키를 영입하였다. 이후 2000년 주고쿠 축구 리그에서 첫 우승을 이뤄내었고 전국 지역 축구 리그 결승 대회에서 결승까지 진출하였다. 돗토리 SC는 4위를 기록하며 일본 풋볼 리그 자동 승격 기회를 놓치고 말았지만 전국 사회인 축구 연맹의 권고로 승격할 수 있었다.
2001년 일본 풋볼 리그에서의 첫 시즌에 2승 2무 26패라는 처참한 성적을 거두었다. 2002년에는 일본 풋볼 리그와 지역 리그 간의 강등제가 도입되어 강등될 위기에 처했었으나 강등권인 15위보다 1점 앞서 13위를 기록하여 간신히 잔류하게 되었다. 이런 식으로 매년 SC 돗토리는 계속 하위권에 머물고 있었다. 성적 부진의 이유는 프로 선수의 전무였다. 그러나 2007년 팀 명칭을 가이나레 돗토리로 개명하고 J리그 연맹 회원으로 가입하였다. 덕분에 좋은 코치진과 선수들을 수급하였지만 14위에 그쳤다. 2008년에는 일본 국가대표였던 오무라 노리오와 코네 하메드와 같은 용병 선수를 포함하여 15명의 선수를 영입하였고, 연습 구장도 새로 옮겼다. 새롭게 돌입한 2008 시즌에 5위를 기록하여 최고 성적을 내었지만 4위 안에 들지 못하여 J리그로의 승격은 좌절되었다. 이듬해에도 5위를 기록하며 2년 연속 승격의 문턱에서 고배를 마셔야했다. 그리고 마침내 2010 시즌에 우승을 차지하며 J리그 디비전 2로 승격하게 되었다.

## 우승 기록

### 일본 국내 대회
- 일본 풋볼 리그

우승 (1): 2010
- 주고쿠 축구 리그

우승 (1): 2000
- 돗토리 사회인 축구 리그 1부

우승 (6): 1985, 1986, 1989, 1995, 1996, 1997
- 돗토리 사회인 축구 리그 2부

우승 (1): 1983

## 선수 명단

### 현역
참고: FIFA 자격 규정에 따라 소속된 국가대표팀 국기를 표시합니다. 선수는 복수의 FIFA 비회원국 국적을 가지고 있을 수 있습니다.
| 번호 | 포지션 | 국적 | 이름              |
| ---- | ------ | ---- | ----------------- |
| 23   | FW     |      | 키노시타 신노스케 |
| 26   | MF     |      | 다카야나기 후미야 |

| 번호 | 포지션 | 국적 | 이름 |
| ---- | ------ | ---- | ---- |

## 역대 감독
| 감독              | 임기        |
| ----------------- | ----------- |
| 마쓰나미 마사노부 | 2014 ~ 2015 |
| 모리오카 류조     | 2017 ~ 2018 |
| 김종성            | 2021 ~ 2023 |